# 東郷町 (福岡県)
東郷町（とうごうちょう）は、福岡県宗像郡にあった町。現在の宗像市の一部にあたる。

## 地理
釣川の中流左岸に位置していた。

## 歴史

### 沿革
- 1889年（明治22年）4月1日 - 宗像郡田熊村、東郷村、久原村、大井村、用山村が合併して村制施行し、東郷村が設立[1][2]。
- 1925年（大正14年）10月1日 - 町制施行し東郷町となる[1][2]。
- 1954年（昭和29年）4月1日 - 宗像郡赤間町、南郷村、河東村、吉武村、神興村（一部、大字村山田の一部）と合併し宗像町を新設して廃止された[1][2]。

### 地名の由来
釣川の東に所在することから。

## 交通

### 鉄道
- 1890年（明治23年）- 九州鉄道（現鹿児島本線）開通[1]
- 1913年（大正2年）- 東郷駅開設[1]